# Повідзьке озеро
Повідзьке озеро (пол. Jezioro Powidzkie) — льодовикове озеро в Польщі. Знаходиться в гміні Повідз Слупецького повіту Великопольського воєводства. Це найбільше озеро в регіоні Великої Польщі.

## Найголовніші дані
Рівень поверхневих вод за різними джерелами становить приблизно від 1035,9 га до 1097,5 га.

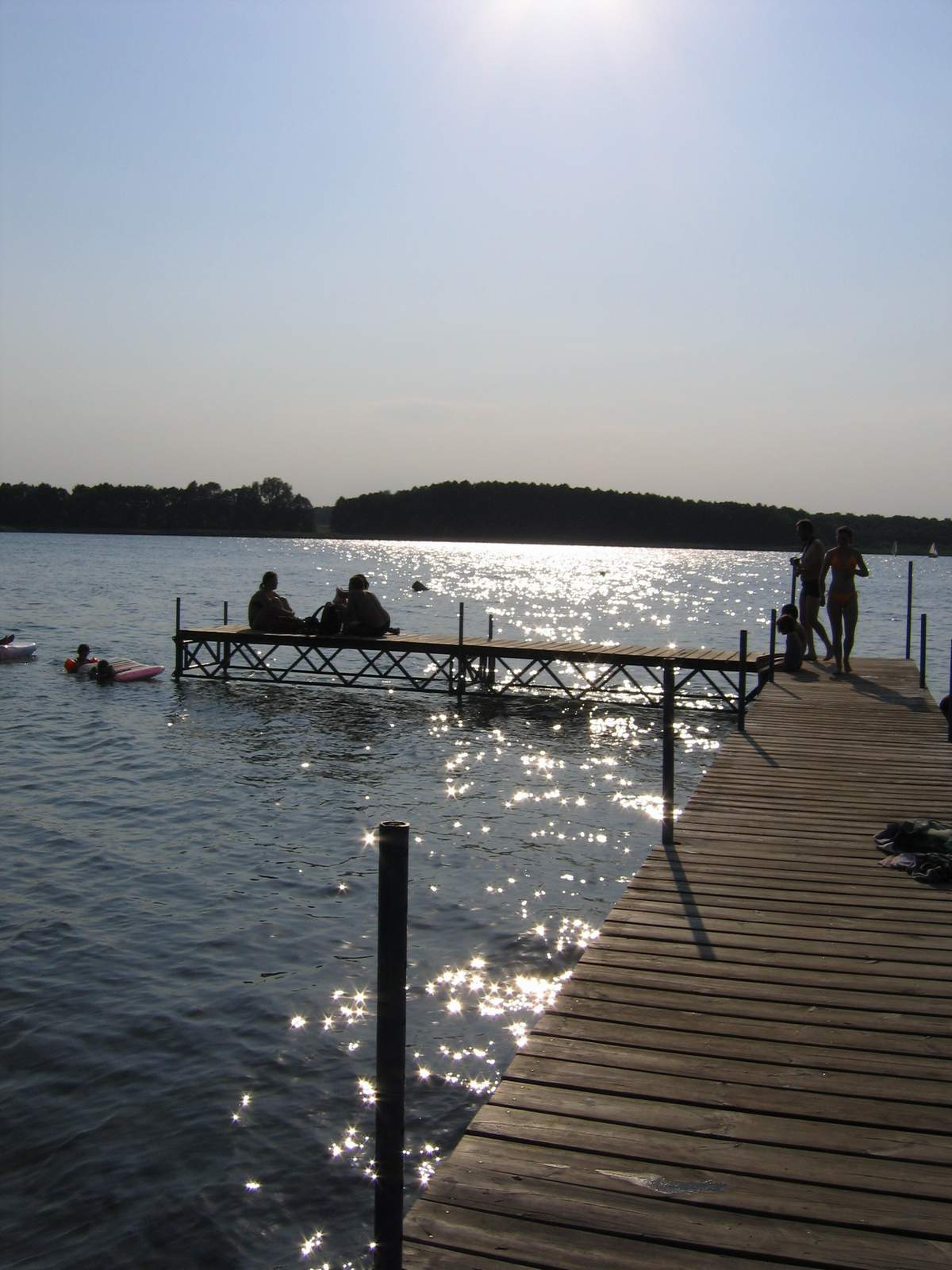
Повідзьке озеро

Ґрунтові води знаходяться на висоті 98,4-98,5 м над рівнем моря. Середня глибина озера становить 11,5 м, в той час як максимальна глибина — 46 м. 
На підставі досліджень, проведених у 2004 році, було встановлено, що вода в озері має другий клас чистоти і другу категорію сприйнятливості до деградації. Озеро має розвинену берегову лінію — 2,97; Індикатор відкриття - 81.6. Площа водозбору становить 80,1 км². 
В останні кілька років береги озера перейшли в деяких місцях до 5 метрів і коси в середині озера, перетворилася на невеликі острови. Озеро є зоною миру, що робить води озера чистими і з добре розвиненими флорою і фауною.

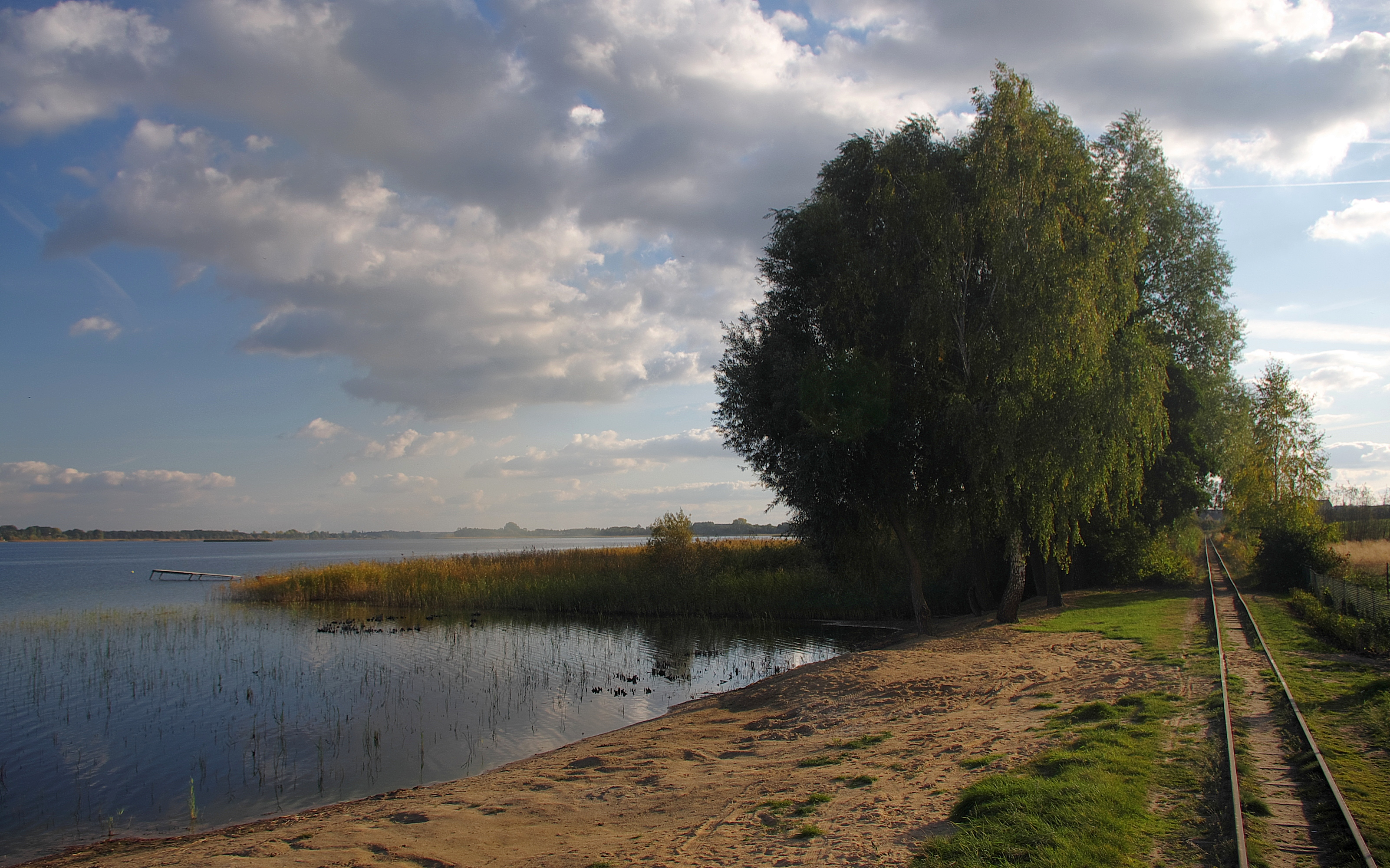
Залізнична лінія біля повідзького озера